# Ryan Craig
Ryan Craig, född 6 januari 1982, är en kanadensisk professionell ishockeyspelare som spelar för Cleveland Monsters i AHL. Han har tidigare representerat Columbus Blue Jackets, Pittsburgh Penguins och Tampa Bay Lightning i NHL.
Craig draftades i åttonde rundan i 2002 års draft av Tampa Bay Lightning som 255:e spelare totalt.